# Rasierpinsel

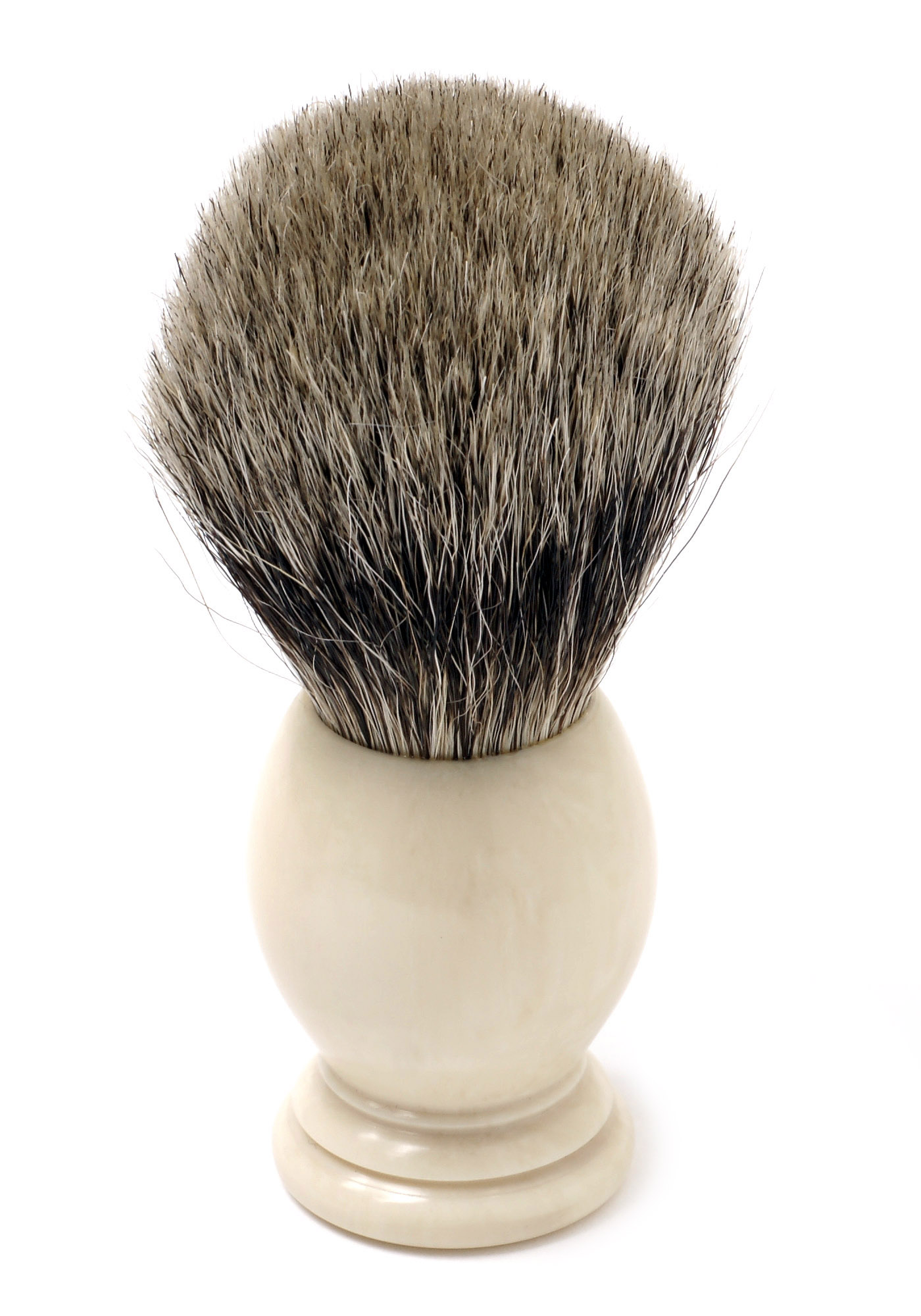
Moderner Rasierpinsel aus Dachshaar

Ein Rasierpinsel ist ein dicker, kurzstieliger Pinsel zum Herstellen und Auftragen von Rasierschaum für die Nassrasur. Die Rasierseife oder Rasiercreme wird entweder vor dem Auftragen in einer Rasierschale aufgeschlagen oder direkt im Gesicht aufgeschäumt. Um einen ausreichend feuchten Schaum zu erzeugen, muss ein Rasierpinsel eine genügende Menge Wasser aufnehmen können.
Für die Herstellung von Rasierpinseln wird zumeist Dachshaar verwendet, wobei das feine Silberspitzendachshaar die beste Qualität besitzt. Darüber hinaus sind aber auch Rasierpinsel mit Schweineborsten, Rosshaar oder synthetischen Fasern im Handel erhältlich. Griffe werden heute hauptsächlich aus Kunststoffen gefertigt, außerdem auch aus Holz oder Metall.
Der Preis eines Rasierpinsels ist abhängig von Haartyp, -qualität und -menge, Fertigungsart und Griffmaterial. Für die Qualität des mit dem Pinsel erzeugten Schaums sind dagegen allein Haartyp, -qualität und -menge entscheidend.

## Geschichte
Allan Peterkin, Autor eines Buches zur Kulturgeschichte des Barts, datiert die Einführung des Rasierpinsels in Europa auf das Jahr 1748, ohne dabei jedoch Quellen anzugeben. Einen Anhaltspunkt für die Richtigkeit der Verortung im 18. Jahrhundert liefert der englische Autor John Thomas Smith, der in seiner 1815 erschienenen Ancient topography of London schreibt, bis 1756 sei es allgemein gebräuchlich gewesen, Rasierseife mit der Hand – und nicht etwa mit einem Rasierpinsel – aufzuschäumen. Gestützt wird die Darstellung von Smith auch durch die Tatsache, dass der französische Autor Jean-Jacques Perret in seinem Buch La Pogonotomie, ou l’art d’apprendre à se raser soi-même, einer Anleitung zur Selbstrasur aus dem Jahr 1770, ausschließlich das Aufschäumen mit der Hand beschreibt.
Wenngleich Rasierpinsel in Europa spätestens zu Beginn des 19. Jahrhunderts breitere Bekanntheit erlangt hatten, war das Aufschäumen mit der Hand zumindest in England noch bis 1810 verbreitet. In der sechsten Auflage seiner Abhandlung A treatise on razors schreibt der britische Autor Benjamin Kingsbury, es sei Gegenstand einer Kontroverse, „ob der Seifenschaum […] mit einem Rasierpinsel oder von Hand allein aufgerührt werden soll“.
Vom Aufkommen der Selbstrasur im 19. bis zur Mitte des 20. Jahrhunderts war das Aufschäumen von Rasierseife oder Rasiercreme mit einem Rasierpinsel ein fester Bestandteil der männlichen Nassrasur. Mit der Entwicklung von Rasierschaumsprühdosen (1949) und Rasiergels (in den 1970er Jahren) und deren weiter Verbreitung ist die Verwendung von Rasierpinseln im westlichen Kulturraum allerdings zurückgegangen.

## Herstellung

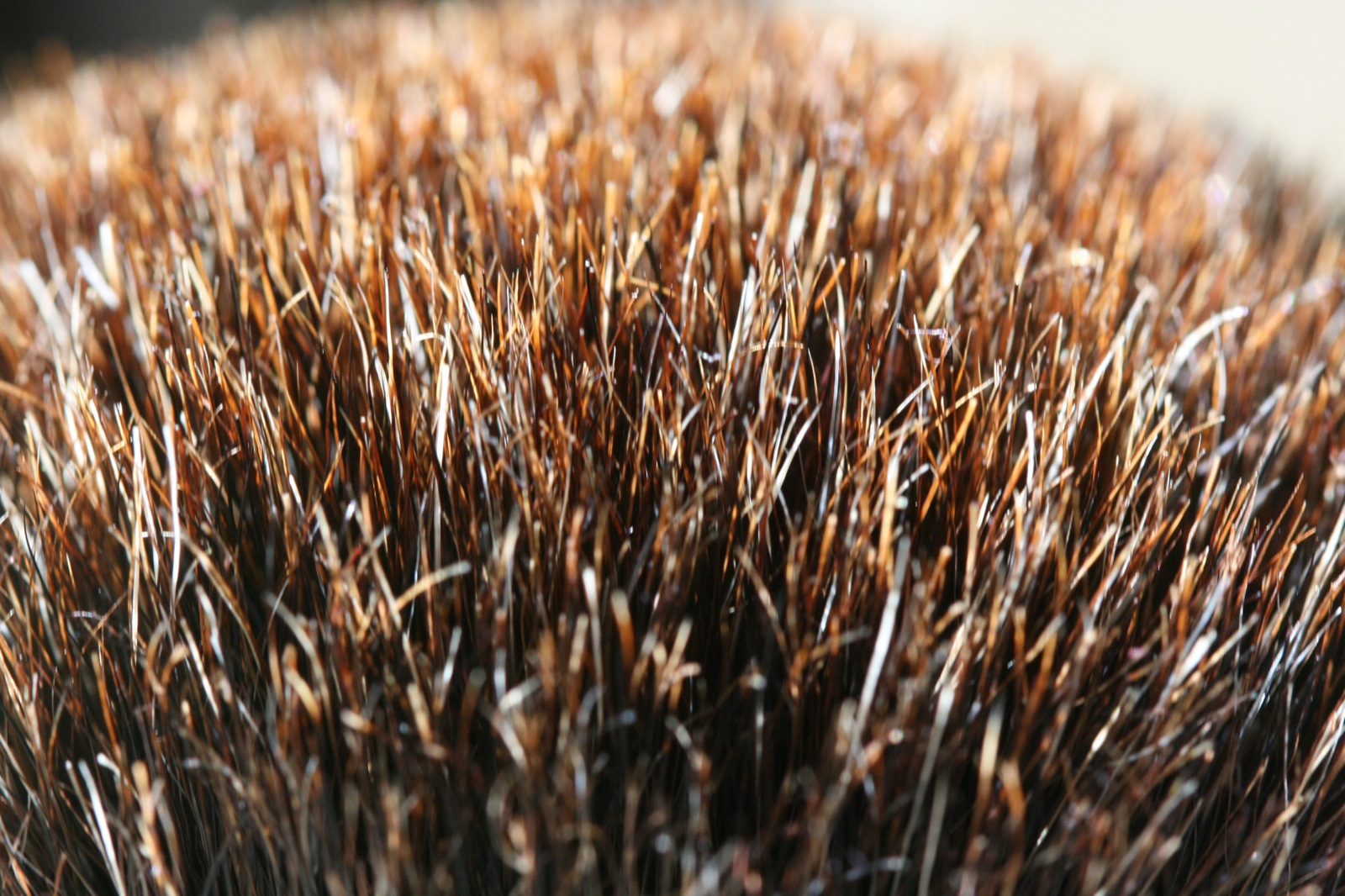
Zur Herstellung eines Rasierpinsels werden Tausende von Haaren benötigt. Ein Gramm Dachshaar besteht aus rund eintausend Haaren.

Die Herstellung eines Rasierpinsels beginnt mit dem genauen Abwiegen des vorsortierten Haarmaterials auf einer Feinwaage. Dabei bestimmt der Innendurchmesser des Rasierpinselgriffes, wie viel Haar benötigt wird. Anschließend wird das Haarbündel sorgfältig ausgekämmt, um querliegende Haare zu entfernen. Dann wird der Kopf des Rasierpinsels mit Hilfe einer „Stoßbüchse“ geformt. Dieser Metallzylinder ist auf seiner Innenseite so geformt, dass das kopfüber in die Stoßbüchse eingebrachte Haarbündel die typische Form eines Rasierpinsels annimmt. Dazu wird die Stoßbüchse auf die Arbeitsfläche so lange aufgestoßen, bis die gewünschte Kontur erreicht ist, dann wird das Haarbündel vorsichtig abgebunden.
Anschließend folgt aus optischen Gründen das „Zupfen“ einzelner Haare, bei dem der Bürstenbinder sorgfältig die Unebenheiten im Verlauf der umlaufenden dunklen Haarzeichnung korrigiert. Ziel ist es, einen Pinselkopf mit einer gleichmäßig parallel verlaufenden Zeichnung in den außen liegenden Haaren zu schaffen.
Im letzten Arbeitsgang werden überstehende Haare am Schaft des Haarbündels abgeschnitten; die feinen Spitzen der Haare werden nicht bearbeitet. Dann wird das Haarbündel am unteren Ende mit einem wasserbeständigen Kitt verleimt. Nach dem Aushärten des Kitts wird der Rasierpinselkopf schließlich in die Höhlung (Kluppe) des Griffteils eingesetzt.

## Typen und Qualitätsstufen

### Haartypen

#### Dachshaar

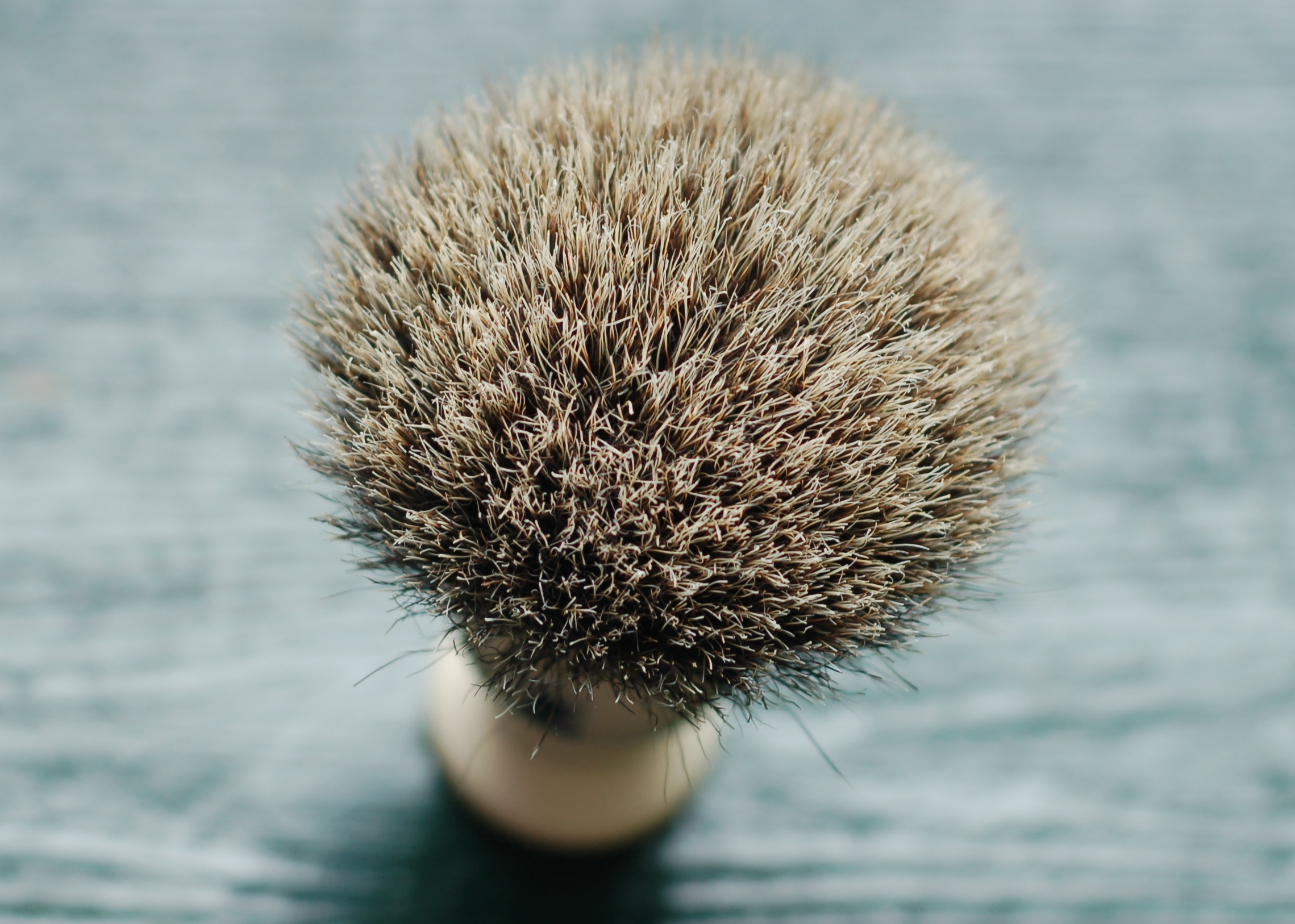
Rasierpinsel aus Dachshaar, mittlere Qualitätsstufe „Best Badger“

Rasierpinsel aus Dachshaar sind am teuersten, zugleich aber am weitesten verbreitet. Das Haar für Dachshaarpinsel wird heute nahezu ausschließlich in China gewonnen, wo der Dachs als Schädling gilt. Höchste Qualitätsstufe ist der „Silvertip“ (englisch auch Super Badger; deutsch Silberspitz), dessen Haare besonders weich sind, eine helle Spitze aufweisen und vom Bauch- und Nackenbereich des Dachses stammen. Danach folgt der dunklere und weniger feine „Best Badger“ und schließlich der „Pure Badger“, dessen Haare den größten Durchmesser aufweisen und dementsprechend weniger fein sind.

#### Borsten

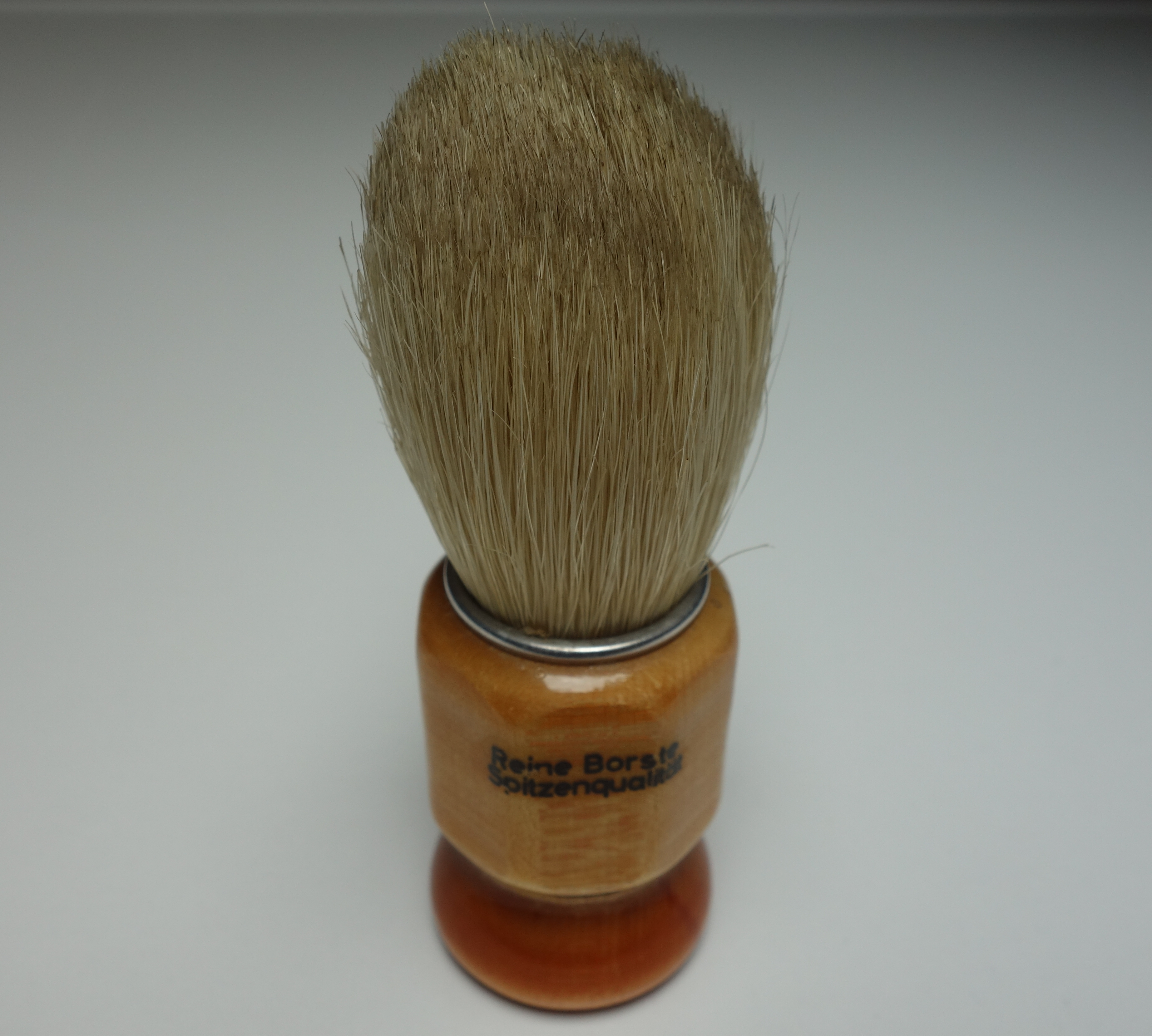
Alter Borstenpinsel mit lackiertem Holzgriff

Rasierpinsel aus Wildschweinborsten sind härter als Dachshaarpinsel und massieren die Haut beim Auftragen des Rasierschaums stärker. Von einigen Anwendern werden sie deshalb insbesondere für die Verwendung von Rasierseifen empfohlen. Borstenpinsel halten weniger Wasser als Dachshaarpinsel, sind aber preiswerter.

#### Pferdehaar
Rasierpinsel aus Pferde- oder Rosshaar sind auch heute in Ländern Nordafrikas und dem Mittleren Osten am stärksten verbreitet. Dachshaarpinsel sind in jenen Gegenden aufgrund ihres hohen Preises für breite Bevölkerungsschichten unerschwinglich. Pinsel aus Schweineborsten kommen nicht zur Anwendung, weil Schweineprodukte in Ländern mit einer überwiegend islamischen Bevölkerung als unrein gelten. Rosshaar ist „Grobhaar“, denn es hat keine Spitzen und ist wesentlich einfacher zu verarbeiten als Dachshaar und anderes Feinhaar. In den Vereinigten Staaten verschwanden Rasierpinsel aus Pferdehaar weitgehend vom Markt, nachdem sie in der ersten Hälfte des 20. Jahrhunderts in den Verdacht gerieten, Milzbrand auf den Menschen zu übertragen.

#### Synthetische Fasern
Rasierpinsel aus synthetischen Fasern werden heute vor allem von denjenigen Anwendern bevorzugt, die Tierprodukte aus ethischen Gründen ablehnen. In ihrem Aussehen werden sie häufig an das Aussehen von traditionellen Dachshaarpinseln angeglichen, indem etwa die Faserspitzen heller gefärbt werden. Rasierpinsel aus synthetischen Fasern bedürfen weniger Pflege als die empfindlichen Produkte aus Dachshaar, können aber auch nicht so viel Wasser wie jene halten.

### Griffmaterialien
Griffe heutiger Rasierpinsel bestehen überwiegend aus synthetischen Materialien wie Nylon oder Micarta. Vorteile dieser Kunststoffgriffe sind ihre Widerstandsfähigkeit gegen Wasser und Bruch sowie ihre Farbbeständigkeit. Holzgriffe dagegen können durch Wasser Risse entwickeln und sollten deshalb nach der Verwendung in einem Rasierpinselhalter (auch: „Abtropfständer“) gelagert werden, damit die Haare nach unten abtropfen können. Griffe aus Metall werden häufig in Sets mit passenden Rasierern angeboten. Metallgriffe erfordern besondere Vorsicht, wenn zum Aufschäumen der Rasierseife oder -creme eine Rasierschale aus einem zerbrechlichen Material verwendet wird.

### Sonderformen

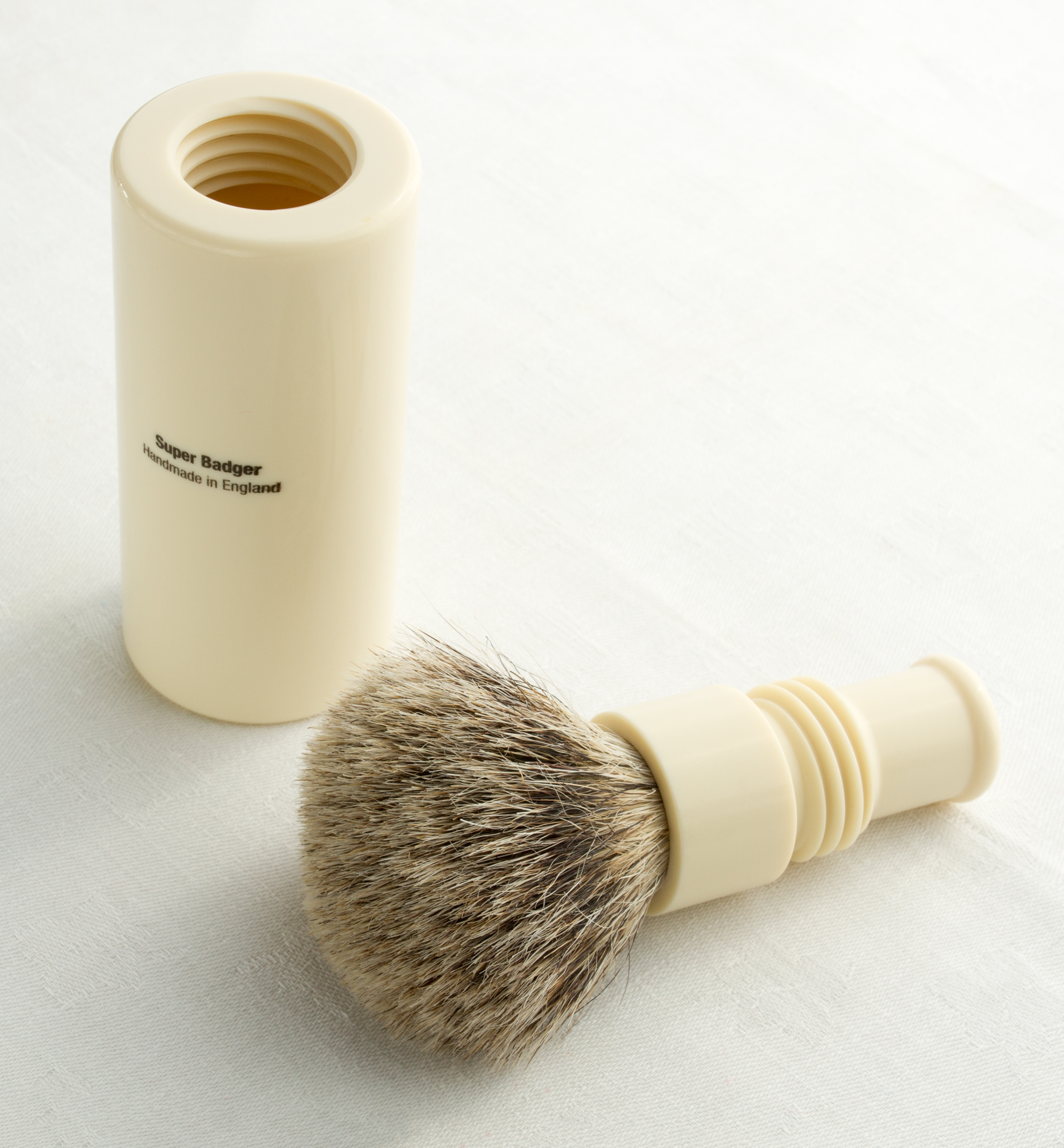
Moderner Reiserasierpinsel

Eine Besonderheit unter den Rasierpinseln stellen solche Exemplare dar, die für die Verwendung auf Reisen konzipiert wurden. Im Vordergrund steht hierbei, dass die empfindlichen Dachshaare während des Transportes geschützt werden. Eine der heute im Handel befindlichen Ausführungen von Reiserasierpinseln besteht aus einer zylindrischen Hülle aus Kunststoff, die den Pinselkopf während des Transports aufnimmt und schützt (siehe nebenstehende Abbildung). Zur Verwendung wird der Pinselkopf aus dieser Hülle genommen und oben auf sie aufgeschraubt. Dadurch, dass die Hülle unten offen ist, können die Haare nach der Verwendung trocknen.

## Verwendung

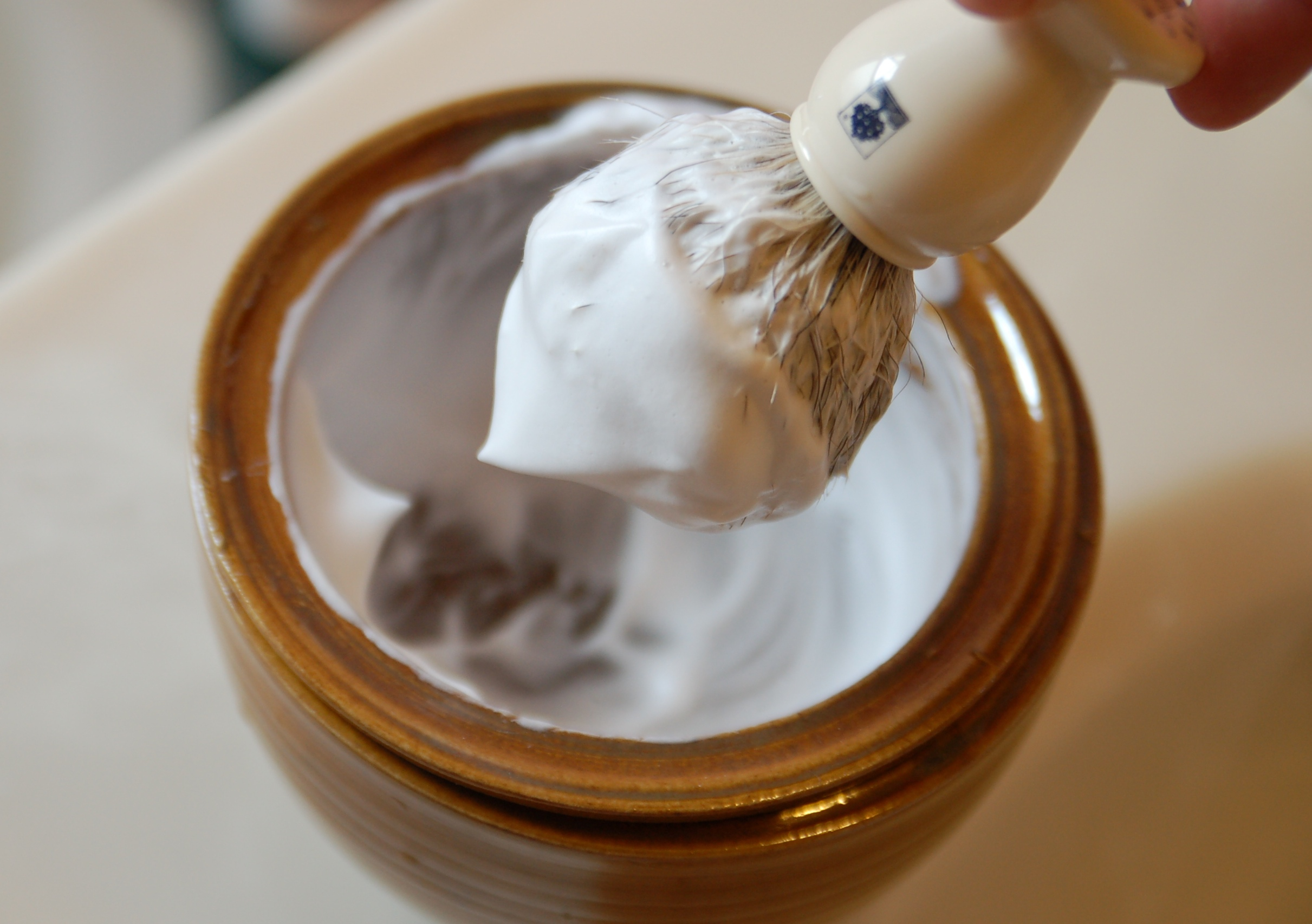
Rasierpinsel beim Aufschäumen

Vor dem Aufschäumen wird der Rasierpinsel so lange in warmes Wasser getaucht, bis sich die Haare vollgesogen haben. Dann wird überschüssiges Wasser mit einer schwungvollen Bewegung aus dem Pinselkopf entfernt.
Anschließend wird der feuchte Rasierpinsel auf einem Seifenstück gerieben oder mit seiner Spitze in den Rasiercremetiegel eingetunkt. Rasiercreme aus Tuben wird entweder direkt aus der Tube oder mit einem Finger auf den Rasierpinsel aufgebracht.
In einem dritten Schritt wird die Seife oder Creme dann in einer Rasierschale aufgeschlagen. Hierzu werden mit dem Pinsel so lange kreisende Bewegungen ausgeführt, bis der Rasierschaum eine möglichst sahneartige Konsistenz erlangt hat. Generell gilt bei der Erzeugung von Rasierschaum, dass sowohl die Wassermenge als auch die Rührzeit die Konsistenz des Schaums beeinflussen: Je mehr Wasser verwendet wird, umso dünnflüssiger gerät der Schaum, und je länger gerührt wird, desto fester wird die Konsistenz des Rasierschaums.
Vor dem Auftragen sollte das Gesicht angefeuchtet werden, damit der Rasierschaum haften bleibt. Beim Einschäumen des Gesichts fährt man sich mit dem Pinsel in leicht kreisenden Bewegungen über die Gesichtshaut. Dabei ist darauf zu achten, dass kein allzu großer Druck auf den Pinsel ausgeübt wird, um die Haare nicht zu beschädigen. Beim Einseifen der Oberlippe kann es zudem helfen, die Haare des Pinsels mit den Fingern zusammenzudrücken, um sie auf diese Weise in eine flachere Form zu zwingen.
Alternativ zum Aufschlagen in einer Rasierschale kann die Rasierseife oder -creme auch direkt im Gesicht oder in der Handinnenfläche aufgeschäumt werden.

## Pflege
Um eine lange Lebensdauer zu garantieren, müssen Rasierpinsel einer besonderen Pflege unterzogen werden. Nach dem Gebrauch sollten sie mit warmem Wasser ausgespült werden. Dies verhindert, dass sich Seifenreste im Pinselhaar ablagern und die Haarstruktur beschädigen. Im Pinselhaar verbleibende Seife kann schon nach wenigen Tagen dazu führen, dass die empfindlichen Haare spröde werden und brechen.
Nach dem Ausspülen des Rasierpinsels wird das Restwasser ausgeschleudert. Anschließend wird er entweder hängend oder stehend an einem gut durchlüfteten Ort gelagert. Zur stehenden oder hängenden Aufbewahrung gibt es unterschiedliche Auffassungen. Während die langjährige Schulmeinung davon ausging, dass Rasierpinsel ausschließlich hängend gelagert werden sollten, haben neuere Versuche ergeben, dass ein stehend gelagerter Rasierpinsel schneller trocknet.
Da die Haare von Rasierpinseln in der Regel Naturprodukte sind, dürfen sie keinesfalls mit scharfen Reinigern behandelt werden. Stattdessen sollte der Pinsel nach längerer Verwendung entweder in lauwarmem Wasser unter Zugabe eines milden Haarwaschmittels oder mit einem im Handel erhältlichen Rasierpinselreinigungsmittel behandelt werden.